# Torre di Baratti
La torre di Baratti è una torre costiera situata nel comune di Piombino, all'estremità meridionale del golfo di Baratti, in prossimità del porto di Baratti, ai piedi delle estreme pendici settentrionali del promontorio di Piombino e del borgo di Populonia.

## Descrizione
La struttura architettonica venne edificata in epoca rinascimentale, più precisamente nel corso del Quattrocento, per rafforzare il sistema difensivo costiero della parte settentrionale del Principato di Piombino e proteggere il suo territorio da eventuali incursioni piratesche che potevano raggiungere l'antica capitale sbarcando nel golfo ed aggirando il promontorio dal retroterra. Le sue funzioni di avvistamento e di difesa si protrassero fino all'epoca ottocentesca, quando a seguito della sua dismissione furono effettuati dei lavori di ristrutturazione che hanno modificato l'aspetto originario degli edifici annessi che costituivano gli alloggi delle guarnigioni. Tuttavia, la torre fu risparmiata dai suddetti interventi, giungendo così fino ai giorni nostri mantenendo pressoché intatti gli elementi architettonici e stilistici del periodo di costruzione.
La torre di Baratti si presenta a pianta quadrata, poggiante su un basamento a scarpa ben apprezzabile sul lato rivolto verso il mare. Disposta su tre livelli, è caratterizzata da strutture murarie rivestite in pietra. In passato l'accesso alla struttura difensiva era possibile unicamente attraverso una rampa di scale esterna che conduceva alla porta d'ingresso al piano rialzato. La parte sommitale della torre risulta priva di coronamenti, culminando con un tetto di copertura a quattro fornici.
Originariamente, si trovavano due soli edifici annessi, uno addossato al lato orientale e l'altro più distaccato sempre verso est, il cui aspetto è stato profondamente modificato; gli altri fabbricati attualmente presenti risultano posticci.